# 意见

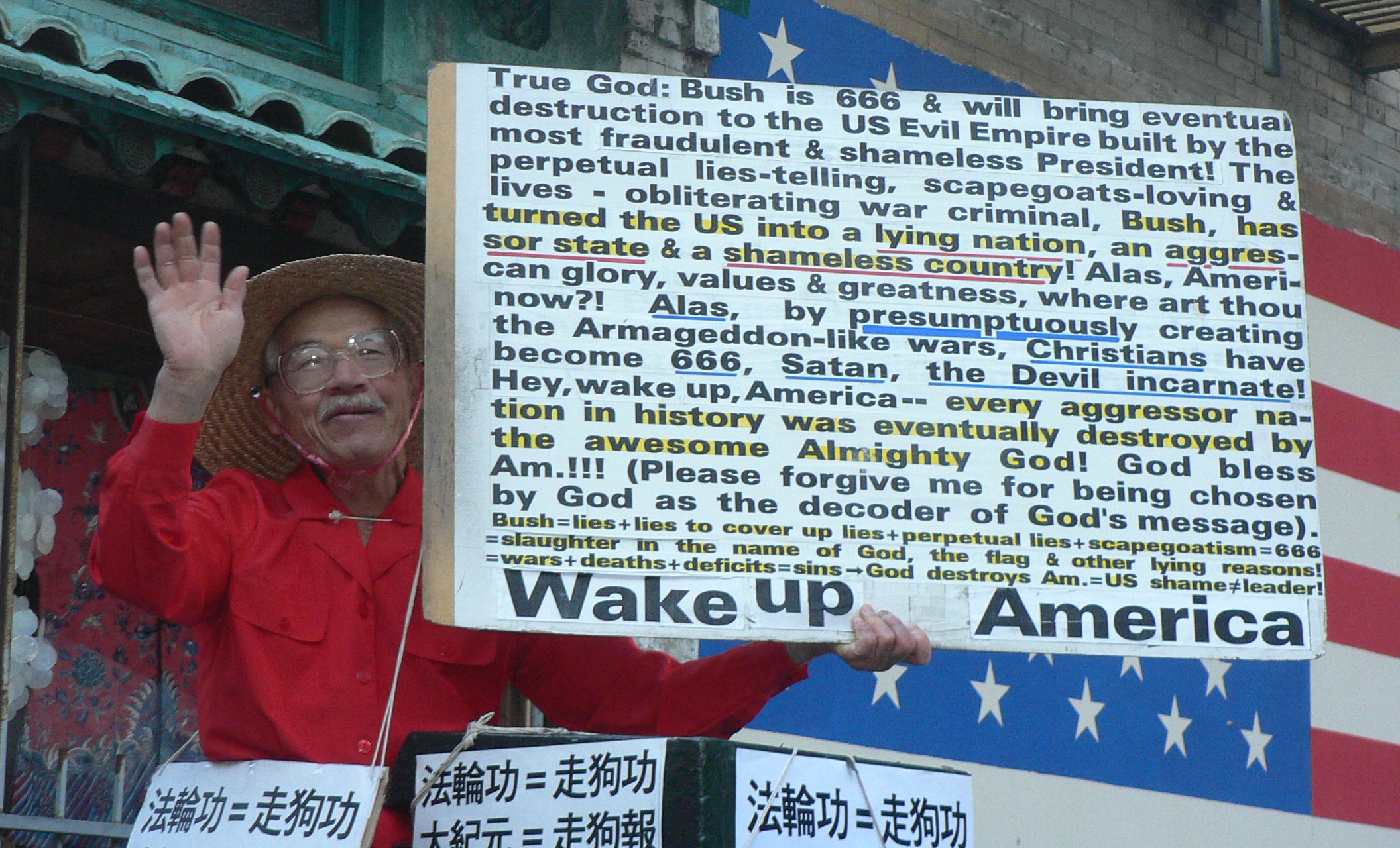
旧金山唐人街的街头演讲

意见是非决定性的判断、观点或陈述，而非真实的事實。 

## 定义
特定的意见可以处理非决定性结论的主觀问题，也可以处理因言论自由而产生的逻辑谬误引发的争辩事实。
事實与意见的区别在于事实是可验证的，即专家可以一致同意。例如：“美利坚合众国参与了越南战争”与“美利坚合众国参与越南战争是正确的”。意见可以有事实和原则来支持，这种情况下，它是一种论点。
即使人们在同一事实上达成共识，少部分人也会得出相反的结论（意见）。如果没有新论点提出，意见很少改变。分析被支持的论点，可以推断出一种意见比另一种意见更能得到事实的支持。
在日常使用中，“意见”一词可能是一个人的观点、理解、感受、信念和慾望。
即使不是很确凿的事实，集体意见或专业意见也被解释为因为满足了更高标准而被证实。 

## 认识论
从历史上看，古希臘哲學家清楚阐明了已证明的知识(Episteme)与意见(Doxa)的区别。如今，柏拉图对线段划分的类比已成为当代哲学惯用术语中知识与意见、知识与信念之间区别的著名例证。意见可能具有说服力，但是只有根据主张才可以说是对还是错。

## 集体和专业意见

### 舆论
在现代用法中，舆论是人口持有的个人态度或信念的集合（例如：城市、州或国家），而消费者意见是作为市场研究的一部分收集的类似集合（例如：特定产品或服务的用户的意见）。通常，由于收集个人意见的过程比较困难、昂贵或无法获得，因此，舆论（或消费者意见）是使用调查抽样（例如：具有代表性人口的样本）估算的。

### 集体意见
在某些社会科学中，尤其是政治学和心理学中，团体意见是指从一组受试者收集的意见的集合，例如陪审团、立法机关、委員會或其他集体决策机构。在这种情况下，研究人员往往对与社会选择，從眾行為和群体极化有关的问题感兴趣。

### 科学意见
“科学意见”可能反映出一位或多位科学家在学术期刊或受人尊敬的教科书上发表的关于科学问题的意见，它们都需要同行评审和严格的专业编辑。它也可以指专业，学术或政府组织发表的有关科学发现及其可能含义的意见。
一个相关但不完全相同的术语——科學共識是科学界对科学主题的主流看法，例如关于气候变化的科学观点。
科学观点可以是“部分的，暂时的，冲突的和不确定的”因此对于特定的情况可能没有公认的共识。在其他情况下，特定的科学观点可能与共识相悖。
科學素養，也称为公众对科学的理解，是一个教育目标旨在为公众提供从科学见解中受益的必要工具。

### 法律意见
“法律意见”是一种专业意见，通常包含在正式的法律意见书中，由律师向客户或第三方提供。多数法律意见均与企业交易有关。该意见表达了律师对交易法律方面的专业判断。意见可以是“干净的”或“合理的”。法律意见并不能保证法院会取得任何特定结果。但是，错误或不完整的法律意见可能是针对律师的专业渎职索赔的根据，据此，律师可能会被要求赔偿由于错误意见而导致的索赔人损失。

### 司法意见
“司法意见”是陪审员在法庭上对一项命令或裁决提出陪审并作出解释的法官的意见。司法选择权通常列出法院确认成立的事实，法院受其约束的法律原则以及将相关原则应用于公认的事实。目的是证明法院在作出判决时使用的理由。通常，美国的法官必须为他们的判决提供合理的依据，其司法意见的内容可能包含上级法院对判决作出上诉和撤销的理由。有关普通法和判決先例的文章将进一步讨论司法观点。

### 编辑意见
“编辑意见”是报纸在其社论版面上对某一主题的评价。